# Luciano De Paolis
Luciano De Paolis (Roma, 14 giugno 1941) è un ex bobbista italiano, portabandiera azzurra durante la cerimonia di apertura dei Giochi olimpici di Sapporo 1972.

## Carriera

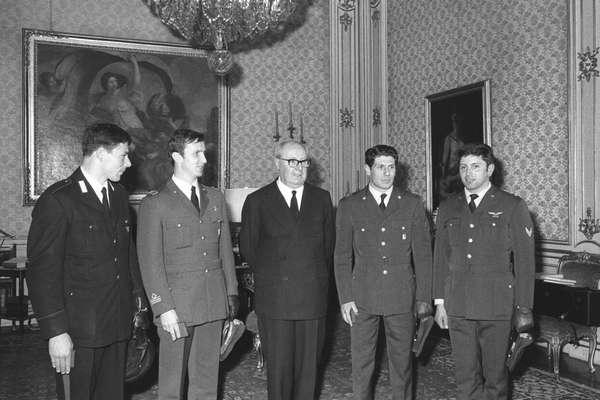
Il Presidente della Repubblica Giuseppe Saragat riceve in udienza al Quirinale il Capitano Alberto Frigo, i sergenti Antonio Brancaccio e Luciano De Paolis e il carabiniere Gino Basuino, vincitori dei Campionati europei di bob 1969.

Arruolato nell'Aeronautica Militare, venne selezionato per far parte della squadra del Centro Bob Forze Armate di Cervinia.
Ai Giochi olimpici di Grenoble 1968 fu due volte campione olimpico nel bob: nel bob a due assieme a Eugenio Monti e nel bob a quattro assieme a Eugenio Monti, Roberto Zandonella e Mario Armano, sempre come frenatore. 
Ai Campionati europei di bob 1969 di Cervinia vinse la medaglia d'oro nel bob a quattro con Alberto Frigo, Gino Basuino e Antonio Brancaccio (bobbista).
Ai Giochi olimpici di Sapporo 1972, quando ormai Eugenio Monti si era ritirato, l'equipaggio italiano di De Paolis (gli altri componenti erano Gianfranco Gaspari, Roberto Zandonella e Mario Armano) giunse 8°.
Ai Campionati italiani di bob vinse tre medaglie di bronzo: nel 1969 in coppia con Remo Mosa, mentre con il bob a quattro nel 1970 e 1971.

## Videografia
- Video intervista autobiografica realizzata da Fabrizio Sanetti nel 2011: https://www.youtube.com/watch?v=Eqa6731d430